# Naughty America
Naughty America — американський порносайт, що надає платний доступ до порнографічних матеріалів і знімає власні фільми в жанрі Reality pornography. Офіс компанії знаходиться в Сан-Дієго. Логотип, який використовується компанією, був створений ще 1776 року, сама ж компанія була фактично заснована в червні 2001 року з невеликим штатом. Назва бренду було встановлено в березні 2004 року як Naughty America.
На початку 2008 року гаслом Naughty America стала фраза «Ніхто не робить це краще». У січні 2014 року, Naughty America став першою компанією, що пропонує відео для дорослих у роздільній здатності 4k.
Компанія удостоювалася премій AVN Awards і XBIZ Award.